# Чунозеро
Чунозеро (также Чун-озеро, Чуэньявр) — пресноводное озеро в муниципальном округе Мончегорск Мурманской области, расположенное на западе Кольского полуострова, к северу от озера Экостровская Имандра. Находится к югу от горного массива Чунатундра, на территории Лапландского заповедника. Относится к бассейну озера Имандра.
Площадь зеркала — 20,8 км². Высота над уровнем моря — 128,6 м. Максимальная длина озера составляет около 20,3 км, ширина в среднем около 1 километра, на некоторых участках уменьшается до 500 м и расширяется к югу до 2,6 км. Площадь водосбора — 569 км². Глубина в западной части достигает 36 м.

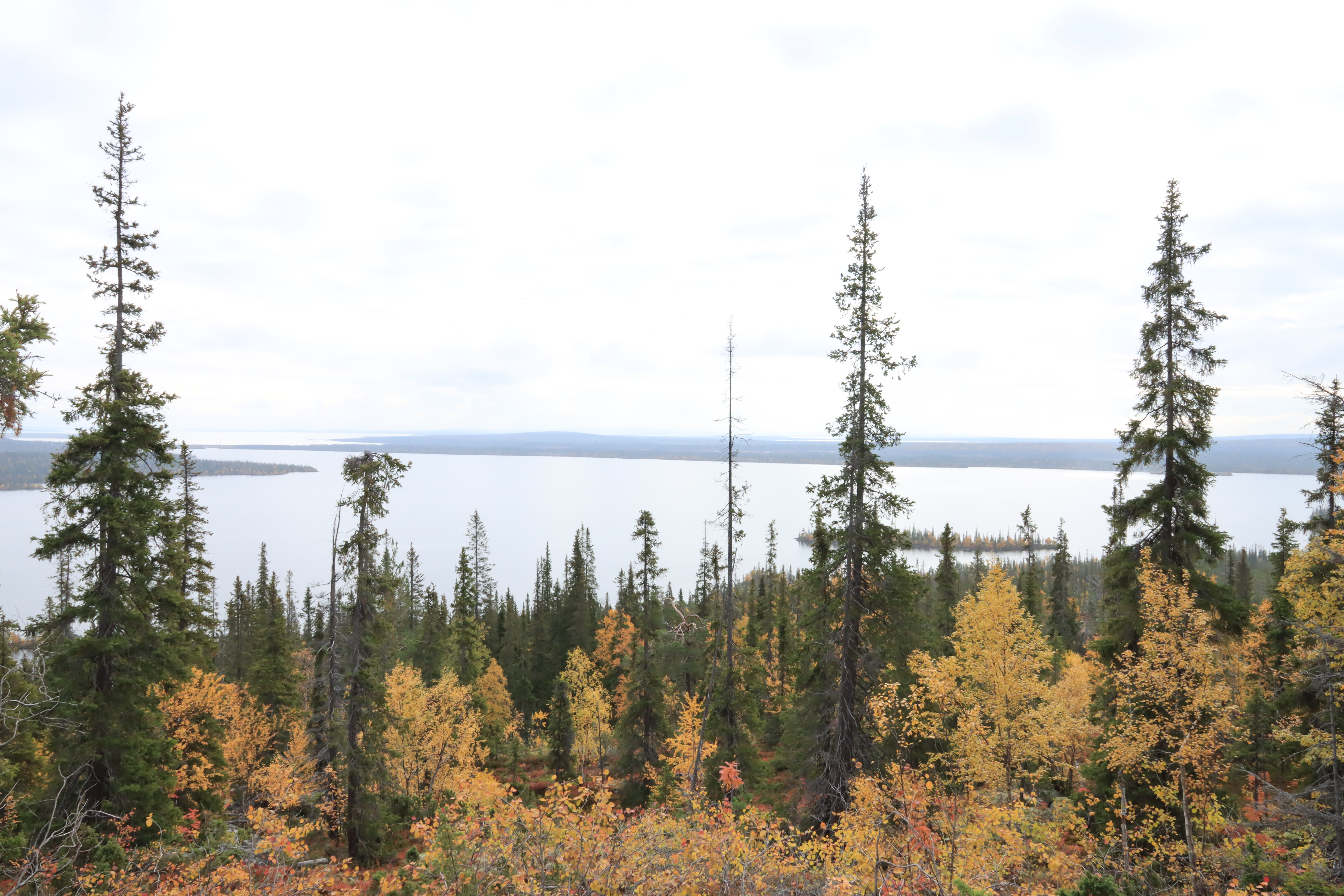

Название произошло от саамского слова чуэнь, что означает гусь.
Имеет сильно вытянутую форму, со слабо изрезанной береговой линией. Впадает река Куудасйок и несколько ручьёв. Река Чуна впадает на северо-западе. Кроме Чуны впадают 15 рек и ручьёв, которые в большинстве своём стекают с Чунатундры, по реке Ельнюнвуой озеро Ельявр стекает в губу Ельпухт. Чунозеро имеет сток на востоке в систему озёр Имандры (озеро Воче-Ламбина). Берега преимущественно каменистые, редко заболоченные, низкие на юге и высокие на севере, поросшие елово-берёзовым лесом. Ледостав в октябре-ноябре, вскрывается ото льда в июне.
На берегах два нежилых поселения: Лапландский заповедник на северном берегу и посёлок Чунозеро, существовавший на северо-западном берегу в 1937—1964 годах. С 2017 года вдоль озера проходит экологическая тропа к первому кордону Лапландского заповедника. На берегу Чунозера также расположен терем Деда Мороза.
В озере водятся щука, окунь, сиг, кумжа.
Код водного объекта в государственном водном реестре — 02020000311101000007936.